# ЛиАЗ-4292
ЛиАЗ-4292 «Курсо́р» — российский городской низкопольный автобус среднего класса производства Ликинского автобусного завода. Предназначен для крупных городов на маршрутах со средним или умеренно-пониженным пассажиропотоком. Серийно выпускается с 2015 года, по состоянию на лето 2023 года выпущено предварительно 2669 экземпляров, из них не менее 1363 (51 %) эксплуатируются на территории Москвы и Московской области. Имеет собственное имя «Курсор». За характерные пропорции получил прозвище «кубик».

## История
С момента создания Ликинского автобусного завода и до 2014 года ЛиАЗ не выпускал в свет ни одной модели автобуса среднего класса. Производившийся до 1994 года ЛиАЗ-677 был автобусом большого класса (10,5 метров), длина его предшественника — автобуса ЛиАЗ-158 составляла 9,03 метра, однако его производство было изначально развёрнуто ещё на заводе имени Лихачёва. Формальным предшественником новой модели автобуса стал ЛиАЗ-5292.60-60 (укороченная модификация до 10,5 метров).
Первые два опытных экземпляра автобуса ЛиАЗ-4292 были построены в мае и июне 2015 года и продемонстрированы на заводе ЛиАЗ, впоследствии два опытных автобуса отправились на испытания: № 1 сразу же после постройки — в а/к № 1417 Коломны ГУП МО «Мострансавто» (автобус возвращён обратно на завод) и № 3 спустя год после постройки в Филиал Юго-Западный (01283). Испытания первых двух автобусов в заводских условиях прошли успешно, и модель совместно с модификацией запущены в серийное производство.

## Модификации
До 2024 года все автобусы производились с модификацией 4292.60. Модификация с двигателем ЯМЗ-53403, отвечающим нормам Евро-5, установлена автоматическая коробка передач Fast Gear (ранее — ZF Ecolife 6 AP 1000 B или Allison T2100), портальный ведущий мост Hande Axle (ранее — ZF AV-110/900/70), независимая передняя подвеска ZF RL-55, рулевое управление ZF Servocom 8095. На автобусах с коробкой переключения передач Allison устанавливаются мосты китайского производства Hande Axle. Автобусы выпускаются в трехдверном (городском) варианте и (ранее) полунизкопольном варианте. Трёхдверный вариант имеет 3 двери (1-2-1), 18-23 посадочных мест, полностью низкий пол. Двухдверный вариант имеет 2 двери (1-2-0), 27 посадочных мест, и высокий уровень пола во второй части салона, отделённый от низкого уровня пола двумя ступеньками сразу за второй дверью. Двухдверный вариант выпускается исключительно с КПП Allison и мостами Hande Axle (c ведущим непортальным мостом Hande Axle HDZ386, и с передним портальным мостом Hande Axle HDZ55T с зависимой передней подвеской). По желанию заказчика, в автобус устанавливается кондиционер марки «Август».
В 2019 году на базе автобуса ЛиАЗ-4292.60 был создан фургон для перевозки лошадей.
В 2024 году стало известно о модификации автобуса 4292.67 на компримированном природном газе. Официально модель была представлена в мае на «Уральском автосалоне 2024» в Челябинске. Её первым покупателем стало белгородское АО «ЕТК»: компания приобрела 50 автобусов в лизинг. Машины оснащены двигателями ЯМЗ-53504 на КПГ, имеют 7 баллонов по 100 л каждый (итого 700 л), коробки передач Fast Gear. На сегодняшний день новые ЛиАЗ-4292, доступные для заказа, предлагаются с двигателями ЯМЗ-534 или 535 (газовый — только 535), ведущим мостом Hande Axle и АКПП Fast Gear.
| Параметр            | Значение                     |
| ------------------- | ---------------------------- |
| Колёсная формула    | 4х2                          |
| Кузов               | Несущий, вагонной компоновки |
| Ширина дверей, мм   | 2 (785) + 1 (1325)           |
| Ресурс кузова, лет  | 12                           |
| Радиус разворота, м | 8,9                          |

## Эксплуатация
| Страна      | Регион                                   | Эксплуатирующая организация | Количество                                                                          |
| ----------- | ---------------------------------------- | --- | ----------------------------------------------------------------------------------- |
| Россия      | Москва                                   | ГУП «Мосгортранс», ООО «Таксомоторный парк № 20», ООО «Автороуд», ООО «Стартранс», ООО «Трансавтолиз», ООО «Гортакси», ООО «МНПЗ» | 477 (1-2-1: 450, 1-2-0: 10, 4292.60: 3)                                             |
| Россия      | Московская область                       | АО «Мострансавто», ООО «Домтрансавто», Ликинский автобусный завод, ООО «Росагрокомплекс», АО «ГСС»                                | 885 (1-2-1: 882, 1-2-0: 2, 4292.60: 1)                                              |
| Казахстан   | Алма-Ата                                 | ТОО «Алматыэлектротранс» | 120 (1-2-1)                                                                         |
| Россия      | Тульская область                         | МКП «Тулгорэлектротранс» | 80 (1-2-1)                                                                          |
| Россия      | Владимирская область                     | АО «Муромское ПАТП» (Муром) | 18 (1-2-1)                                                                          |
| Россия      | Санкт-Петербург                          | СПб ГУП «Пассажиравтотранс» (автобусные парки № 5, 6)                                                                             | 35 (1-2-1)                                                                          |
| Россия      | Ярославская область                      | ООО «Транспорт Ярославии», ООО «ЯТК-2», АО «ПАТП-1» г. Ярославля, ООО «Автомиг»                                                   | 140 (1-2-1: 125, 1-2-0: 15)                                                         |
| Россия      | Красноярский край                        | КГКУ «Краевое транспортное управление» МП КПАТП № 5, МП КПАТП № 7, ИП Цугленок М. М.                                              | 33 (1-2-1: 31, 1-2-0: 1, 4292.60: 1)                                                |
| Россия      | Костромская область                      | АО «Костромское ПАТП № 3» | 74 (1-2-1)                                                                          |
| Россия      | Архангельская область                    | ООО «Архтрансавто», 7 колонна (Архангельск)                                                                                       | 30 (1-2-1)                                                                          |
| Россия      | Липецкая область                         | МУП «Липецкий пассажирский транспорт» (Липецк), АО «Грязинское АТП» (Грязи)                                                       | 22 (1-2-1): 21 (Липецк), 1 (Грязи)                                                  |
| Россия      | Приморский край                          | МПВ «ВПОПАТ № 1», Дальневосточный федеральный университет                                                                         | 23 (1-2-1: 21, 1-2-0: 2)                                                            |
| Россия      | Брянская область                         | МУ «Брянское городское ПАТП» | 141 (1-2-0: 121, 1-2-1: 20)                                                         |
| Россия      | Ханты-Мансийский автономный округ — Югра | Муниципальное дорожно-эксплуатационное предприятие, ООО «ПАТП-1» / ООО «СТА-1»                                                    | 47 (1-2-1: 13 в Ханты-Массийске, 4 в Нижневартовске, 1-2-0: 2; в Сургуте: 30 1-2-1) |
| Россия      | Тюменская область                        | АО «Тобольское ПАТП» | 13 (1-2-1)                                                                          |
| Таджикистан | Согдийская область                       | ХКУ «Общественный транспорт Худжанда»                                                                                             | 16 (1-2-1)                                                                          |
| Россия      | Калмыкия                                 | МАУ «Элистагортранс» | 7 (1-2-1)                                                                           |
| Россия      | Курская область                          | МУП «Транспортные линии» | 5 (1-2-0)                                                                           |
| Россия      | Ямало-Ненецкий автономный округ          | МУПАТ | 5 (1-2-1)                                                                           |
| Россия      | Кемеровская область                      | Тяжинское ГПАТП, Мысковская автоколонна, Анжеро-Судженское ГПАТП, Мариинское ГПАТП, Ленинск-Кузнецкая АК № 1337, Юргинское ГПАТП  | 7 (1-2-1)                                                                           |
| Россия      | Забайкальский край                       | МП «Троллейбусное управление» (Чита)                                                                                              | 31 (1-2-1: 2, 1-2-0: 5, 4292.60: 24)                                                |
| Россия      | Ленинградская область                    | АО «Кингисеппский автобусный парк»                                                                                                | 1 (1-2-1)                                                                           |
| Россия      | Пензенская область                       | МП «Автотранс» (Заречный) | 1 (1-2-1)                                                                           |
| Россия      | Тверская область                         | ООО «Верхневолжское АТП» (Тверь, Ржевский и Кимрский филиалы), Группа компаний «Техносервис» (Удомля)                             | 344 (1-2-0)                                                                         |
| Россия      | Иркутская область                        | МУП «Иркутскавтотранс» | 17 (1-2-0)                                                                          |
| Россия      | Оренбургская область                     | МУП «НовГорТранс» (Новотроицк) | 4 (1-2-0)                                                                           |
| Россия      | Новгородская область                     | ООО «МПАТП-1» / ООО «Городское ПАТП»                                                                                              | 2 (1-2-0)                                                                           |
| Россия      | Ненецкий автономный округ                | МУП «Нарьян-Марское АТП» | 2 (1-2-0)                                                                           |
| Россия      | Краснодарский край                       | МУП «Муниципальный транспорт Новороссийска», ООО «Транзит-Авто», ИП Саньков Александр Валентинович                                | 7 (1-2-1: 6, 1-2-0: 1 в эксплуатации ИП)                                            |
| Россия      | Тамбовская область                       | ООО «Малая Автобусная Компания»                                                                                                   | 3 (1-2-1: 2, 1-2-0: 1)                                                              |
| Россия      | Пермский край                            | ИП Попкова Елена Николаевна, НПО «Биомед»                                                                                         | 2 (1-2-0)                                                                           |
| Россия      | Крым                                     | ГУП РК «Крымтроллейбус», МДЦ «Артек»                                                                                              | 29 (1-2-1: 25 в Симферополе, 1-2-0: 4 в «Артеке»)                                   |
| Россия      | Белгородская область                     | АО «ЕТК» | 50 (КПГ: 50)                                                                        |
| Россия      | Челябинская область                      | МУП «Автохозяйство Администрации ЗГО», МУП «УПП МГО»                                                                              | 10 (Златоуст: 2, Миасс: 8)                                                          |